# Hypopteromalus percussor
Hypopteromalus percussor är en stekelart som beskrevs av Girault 1917. Hypopteromalus percussor ingår i släktet Hypopteromalus och familjen puppglanssteklar. Inga underarter finns listade i Catalogue of Life.